# Buchenbach
Buchenbach es un municipio de la Selva Negra en el distrito de Brisgovia-Alta Selva Negra, (Baden-Wurtemberg, Alemania).

## Geografía

### Ubicación geográfica
Está ubicado en el Parque natural de la Selva Negra Meridional a unos 12 km (línea geodésica) al este de Friburgo.

### Estructura administrativa
Junto con los municipios vecinos Kirchzarten, Oberried y Stegen pertenece a la mancomunidad Valle del Dreisam con sede en Kirchzarten.

## Historia

### Fusiones
|               |
| 1837 Wiesneck |

|                  |
| 1971 Falkensteig |

|                 |
| 1973 Wagensteig |

|                   |
| 1975 Unteribental |

|            |
| Buchenbach |

|                                 |
| Interior de la iglesia San Blas |

|                      |
| Castillo de Wiesneck |

|            |
| Wagensteig |

## Lectura
- Valle del Dreisam (enlace roto disponible en Internet Archive; véase el historial, la primera versión y la última). (66 páginas)

- Datos: Q515977
- Multimedia: Buchenbach / Q515977